# Barbara Kopple
Barbara Kopple (New York, 30 luglio 1946) è una regista e produttrice cinematografica statunitense, vincitrice del premio Oscar al miglior documentario con Harlan County, USA.
Dedita soprattutto alla regia di documentari, Barbara Kopple è stata premiata per la sua attività con numerosi premi. Nel 2005 dirige il suo primo lungometraggio di finzione, Havoc - Fuori controllo con Anne Hathaway e Michael Biehn.

## Filmografia

### Film
- Havoc - Fuori controllo (Havoc) (2005)

### Documentari
- Harlan County, USA (1976)
- American Dream (1990)
- Wild Man Blues (1997)
- A Conversation with Gregory Peck (1999)
- My Generation (2000)
- Shut Up and Sing (Dixie Chicks: Shut Up and Sing) (2006)